# Escuela veronesa
Escuela veronesa o Escuela de Verona es el nombre con el que la historiografía agrupa a los pintores de diversas épocas (entre la Edad Media y el siglo XVIII) que presentan cierta continuidad de características reconocibles, y que se formaron en los talleres y desarrollaron su obra en la ciudad italiana de Verona, en el norte de Italia. Dentro de las escuelas italianas de pintura se la sitúa en relación directa con las escuelas próximas (escuela lombarda, escuela veneciana, etc.). Sus principales representantes son, por orden cronológico:
- Liberale da Verona (1441 - 1526)
- Domenico Morone (1442 - 1518)
- Giovanni Maria Falconetto (1468 –  1535)
- Michele da Verona (v. 1470 - 1540)
- Francesco Morone (1471 - 1529), hijo de Domenico Morone
- Girolamo Dai Libri (v. 1474 - 1555)
- Niccolò Giolfino (1476 –  1555)
- Giovanni Francesco Caroto (1480 - 1555)
- Francesco Torbido, (1482 - 1562)
- Domenico Riccio (conocido como Domenico Brusasorci) (1516 - 1567)
- Antonio Badile (v. 1518 - 1560)
- Paolo Farinati (1524 - 1606)
- Giovanni Battista Zelotti (1526 - 1578)
- Bernardino India (1528 - 1590)
- Felice Riccio (1539 - 1605)
- Giovanni Battista Brusasorci (1544 - ?  ), hijo de Domenico Riccio
- Cecilia Brusasorci (1549 – 1593), hija de Domenico Riccio
- Alessandro Turchi (1578 - 1649)

## Museos especializados en la escuela de Verona
- El Civico Museo d'Arte di Castelvecchio, en la propia ciudad de Verona, conserva importantes frescos de la escuela veronesa del siglo XIV.[1]
- El Louvre, de París posee una colección de referencia para la escuela de Verona.